# Basketball-Europameisterschaft 1951
Die 7. Basketball-Europameisterschaft der Herren (offiziell: Eurobasket 1951) fand vom 3. bis 12. Mai 1951 in Paris statt. Nach ihrer EM-Abstinenz 1949 wiederholte die UdSSR bei ihrer zweiten Turnierteilnahme den Gold-Triumph von 1947, als sie sich im Endspiel erneut gegen die Tschechoslowakei durchsetzen konnte. Als nunmehr zweifacher EM-Champion zog die sowjetische Mannschaft damit nach Anzahl der Titelgewinne mit Litauen gleich. Hinter Silbermedaillen-Gewinner Tschechoslowakei gewann Gastgeber Frankreich die Bronzemedaille.

## Vorrunde
Die Vorrunde wurde in vier Gruppen mit je zweimal fünf bzw. zweimal vier Mannschaften ausgetragen. Der Sieger eines Spiels erhielt zwei Punkte, der Verlierer einen Punkt. Stand ein Spiel am Ende der regulären Spielzeit unentschieden, so gab es Verlängerung. Bei Punktgleichheit entschied der direkte Vergleich gegeneinander.
Die beiden Erst- und Zweitplatzierten jeder Gruppe waren für die Halbfinalrunde gesetzt und hatten Platz 8 bereits sicher. Die restlichen Mannschaften spielten in der Platzierungsrunde um den 9. EM-Platz. Einzige Ausnahme bildeten dabei die beiden Letztplatzierten der großen Gruppen A und B, die zuvor in einem separaten Ausscheidungsspiel antreten mussten. Während der Sieger anschließend an der Platzierungsrunde teilnahm, war für den Verlierer die Europameisterschaft als 17. und damit Turnier-Vorletzter beendet. Der letzte EM-Platz ging an Rumänien, dessen Mannschaft nicht angetreten war und damit alle Spiele mit jeweils 0:2 Punkten und Körben als verloren angerechnet bekam.

### Gruppe A
| Spiel | Team 1      | Team 2      | Ergebnis | 1. H. | 2. H. | Verl. |
| ----- | ----------- | ----------- | -------- | ----- | ----- | ----- |
| A 1   | Frankreich  | Italien     | 49:37    | 20:16 | 29:21 | –     |
| A 2   | Schweiz     | Niederlande | 44:48    | 19:29 | 25:19 | –     |
| A 3   | Italien     | Niederlande | 53:28    | 25:16 | 28:12 | –     |
| A 4   | Frankreich  | Luxemburg   | 72:26    | 32:14 | 40:12 | –     |
| A 5   | Italien     | Schweiz     | 67:35    | 34:19 | 33:16 | –     |
| A 6   | Luxemburg   | Niederlande | 32:46    | 11:21 | 21:25 | –     |
| A 7   | Niederlande | Frankreich  | 50:48    | 19:24 | 31:24 | –     |
| A 8   | Luxemburg   | Schweiz     | 36:68    | 18:31 | 18:37 | –     |
| A 9   | Frankreich  | Schweiz     | 63:33    | 29:14 | 34:19 | –     |
| A10   | Luxemburg   | Italien     | 20:76    | 09:36 | 11:40 | –     |

| Platz | Team        | Spiele | Siege | Niederl. | Punkte | Körbe   | Diff | qualifiziert für                 |
| ----- | ----------- | ------ | ----- | -------- | ------ | ------- | ---- | -------------------------------- |
| 1     | Italien     | 4      | 3     | 1        | 7      | 233:132 | +101 | Halbfinalrunde                   |
| 2     | Frankreich  | 4      | 3     | 1        | 7      | 232:146 | +086 | Halbfinalrunde                   |
| 3     | Niederlande | 4      | 3     | 1        | 7      | 172:177 | −05  | Platzierungsrunde I Platz 9 - 16 |
| 4     | Schweiz     | 4      | 1     | 3        | 5      | 180:214 | −034 | Platzierungsrunde I Platz 9 - 16 |
| 5     | Luxemburg   | 4      | 0     | 4        | 4      | 114:262 | −148 | Ausscheidungsspiel               |

### Gruppe B
| Spiel | Team 1     | Team 2     | Ergebnis | 1. H. | 2. H. | Verl. |
| ----- | ---------- | ---------- | -------- | ----- | ----- | ----- |
| B 1   | Dänemark   | UdSSR      | 13:109   | 06:45 | 07:64 | –     |
| B 2   | Österreich | Finnland   | 27:053   | 08:25 | 19:28 | –     |
| B 3   | Finnland   | UdSSR      | 36:074   | 17:32 | 19:42 | –     |
| B 4   | Österreich | Türkei     | 18:050   | 07:32 | 11:18 | –     |
| B 5   | Finnland   | Dänemark   | 44:019   | 21:07 | 23:12 | –     |
| B 6   | UdSSR      | Türkei     | 58:034   | 32:13 | 26:21 | –     |
| B 7   | Türkei     | Dänemark   | 83:036   | 41:18 | 42:18 | –     |
| B 8   | UdSSR      | Österreich | 71:034   | 42:17 | 29:17 | –     |
| B 9   | Türkei     | Finnland   | 60:042   | 32:12 | 28:30 | –     |
| B10   | Dänemark   | Österreich | 26:033   | 10:18 | 16:15 | –     |

| Platz | Team       | Spiele | Siege | Niederl. | Punkte | Körbe   | Diff | qualifiziert für                 |
| ----- | ---------- | ------ | ----- | -------- | ------ | ------- | ---- | -------------------------------- |
| 1     | UdSSR      | 4      | 4     | 0        | 8      | 312:117 | +195 | Halbfinalrunde                   |
| 2     | Türkei     | 4      | 3     | 1        | 7      | 227:154 | +073 | Halbfinalrunde                   |
| 3     | Finnland   | 4      | 2     | 2        | 6      | 175:180 | −05  | Platzierungsrunde I Platz 9 - 16 |
| 4     | Österreich | 4      | 1     | 3        | 5      | 112:200 | −088 | Platzierungsrunde I Platz 9 - 16 |
| 5     | Dänemark   | 4      | 0     | 4        | 4      | 094:269 | −175 | Ausscheidungsspiel               |

### Gruppe C
| Spiel | Team 1       | Team 2       | Ergebnis | 1. H. | 2. H. | Verl. |
| ----- | ------------ | ------------ | -------- | ----- | ----- | ----- |
| C 1   | Portugal     | Griechenland | 35:81    | 15:38 | 20:43 | –     |
| C 2   | Bulgarien    | Rumänien     | 02:0     | –     | –     | –     |
| C 3   | Griechenland | Bulgarien    | 38:68    | 16:19 | 22:49 | –     |
| C 4   | Portugal     | Rumänien     | 02:0     | –     | –     | –     |
| C 5   | Bulgarien    | Portugal     | 77:32    | 34:13 | 43:19 | –     |
| C 6   | Griechenland | Rumänien     | 02:0     | –     | –     | –     |

| Platz | Team         | Spiele | Siege | Niederl. | Punkte | Körbe   | Diff | qualifiziert für                 |
| ----- | ------------ | ------ | ----- | -------- | ------ | ------- | ---- | -------------------------------- |
| 1     | Bulgarien    | 3      | 3     | 0        | 6      | 147:070 | +77  | Halbfinalrunde                   |
| 2     | Griechenland | 3      | 2     | 1        | 5      | 121:103 | +18  | Halbfinalrunde                   |
| 3     | Portugal     | 3      | 1     | 2        | 4      | 069:158 | −89  | Platzierungsrunde I Platz 9 - 16 |
| 4     | Rumänien     | 3      | 0     | 3        | 0      | 00:06   | −06  | Platzierungsrunde I Platz 9 - 16 |

### Gruppe D
| Spiel | Team 1           | Team 2           | Ergebnis | 1. H. | 2. H. | Verl. |
| ----- | ---------------- | ---------------- | -------- | ----- | ----- | ----- |
| D 1   | BR Deutschland   | Belgien          | 18:070   | 06:35 | 12:35 | –     |
| D 2   | Schottland       | Tschechoslowakei | 18:103   | 08:60 | 10:43 | –     |
| D 3   | Tschechoslowakei | Belgien          | 38:051   | 23:19 | 15:32 | –     |
| D 4   | Schottland       | BR Deutschland   | 25:069   | 11:36 | 14:33 | –     |
| D 5   | Tschechoslowakei | BR Deutschland   | 62:030   | 24:09 | 38:21 | –     |
| D 6   | Belgien          | Schottland       | 87:025   | 38:10 | 49:15 | –     |

| Platz | Team             | Spiele | Siege | Niederl. | Punkte | Körbe   | Diff | qualifiziert für                 |
| ----- | ---------------- | ------ | ----- | -------- | ------ | ------- | ---- | -------------------------------- |
| 1     | Belgien          | 3      | 3     | 0        | 6      | 208:081 | +127 | Halbfinalrunde                   |
| 2     | Tschechoslowakei | 3      | 2     | 1        | 5      | 203:099 | +104 | Halbfinalrunde                   |
| 3     | BR Deutschland   | 3      | 1     | 2        | 4      | 117:157 | −040 | Platzierungsrunde I Platz 9 - 16 |
| 4     | Schottland       | 3      | 0     | 3        | 3      | 068:259 | −191 | Platzierungsrunde I Platz 9 - 16 |

### Ausscheidungsspiel
| Spiel | Team 1   | Team 2    | Ergebnis | 1. H. | 2. H. | Verl. |
| ----- | -------- | --------- | -------- | ----- | ----- | ----- |
| 33    | Dänemark | Luxemburg | 46:45    | 21:26 | 25:19 | –     |

## Platzierungsrunde I
Sämtliche Mannschaften, die in ihrer Vorrundengruppe die beiden ersten Plätze für das Weiterkommen verpasst hatten, spielten in zwei Gruppen die EM-Plätze 9 bis 16 aus. Dabei war Rang eins oder zwei notwendig, um anschließend an den Spielen um Platz 9 teilnehmen zu können, analog dazu bedeutete der dritte bzw. vierte Rang jeder Gruppe die Spiel-Teilnahme um Platz 13.

### Gruppe 1
| Spiel | Team 1         | Team 2         | Ergebnis | 1. H. | 2. H. | Verl. |
| ----- | -------------- | -------------- | -------- | ----- | ----- | ----- |
| 1/ 1  | Portugal       | Österreich     | 31:43    | 14:26 | 17:17 | –     |
| 1/ 2  | Schweiz        | BR Deutschland | 51:48    | 28:25 | 23:23 | –     |
| 1/ 3  | BR Deutschland | Portugal       | 47:39    | 31:20 | 16:19 | –     |
| 1/ 4  | Schweiz        | Österreich     | 34:36    | 20:17 | 14:19 | –     |
| 1/ 5  | Österreich     | BR Deutschland | 39:37    | 10:14 | 29:23 | –     |
| 1/ 6  | Schweiz        | Portugal       | 49:52    | 31:28 | 18:24 | –     |

| Platz | Team           | Spiele | Siege | Niederl. | Punkte | Körbe   | Diff | qualifiziert für                   |
| ----- | -------------- | ------ | ----- | -------- | ------ | ------- | ---- | ---------------------------------- |
| 1     | Österreich     | 3      | 3     | 0        | 6      | 118:102 | +16  | Platzierungsrunde II Platz 9 - 12  |
| 2     | BR Deutschland | 3      | 1     | 2        | 4      | 132:129 | +03  | Platzierungsrunde II Platz 9 - 12  |
| 3     | Schweiz        | 3      | 1     | 2        | 4      | 134:136 | −02  | Platzierungsrunde II Platz 13 - 16 |
| 4     | Portugal       | 3      | 1     | 2        | 4      | 122:139 | −17  | Platzierungsrunde II Platz 13 - 16 |

### Gruppe 2
| Spiel | Team 1      | Team 2      | Ergebnis | 1. H. | 2. H. | Verl. |
| ----- | ----------- | ----------- | -------- | ----- | ----- | ----- |
| 2/ 1  | Schottland  | Finnland    | 32:73    | 13:34 | 19:39 | –     |
| 2/ 2  | Dänemark    | Niederlande | 17:55    | 06:28 | 11:27 | –     |
| 2/ 3  | Niederlande | Schottland  | 55:28    | 34:13 | 21:15 | –     |
| 2/ 4  | Dänemark    | Finnland    | 35:62    | 15:33 | 20:29 | –     |
| 2/ 5  | Finnland    | Niederlande | 66:52    | 40:31 | 26:21 | –     |
| 2/ 6  | Dänemark    | Schottland  | 47:41    | 28:18 | 19:23 | –     |

| Platz | Team        | Spiele | Siege | Niederl. | Punkte | Körbe   | Diff | qualifiziert für                   |
| ----- | ----------- | ------ | ----- | -------- | ------ | ------- | ---- | ---------------------------------- |
| 1     | Finnland    | 3      | 3     | 0        | 6      | 201:119 | +82  | Platzierungsrunde II Platz 9 - 12  |
| 2     | Niederlande | 3      | 2     | 1        | 5      | 162:111 | +51  | Platzierungsrunde II Platz 9 - 12  |
| 3     | Dänemark    | 3      | 1     | 2        | 4      | 099:158 | −59  | Platzierungsrunde II Platz 13 - 16 |
| 4     | Schottland  | 3      | 0     | 3        | 3      | 101:175 | −74  | Platzierungsrunde II Platz 13 - 16 |

## Platzierungsrunde II

### Platz 13 bis 16
Die jeweils Dritt- und Viertplatzierten einer Gruppe aus der Platzierungsrunde I spielten um EM-Platz 13. Gespielt wurde im K.-o.-System über Kreuz gegen einen Gegner aus der anderen Gruppe.

|  | Platzierungsspiele | Platzierungsspiele |            |    | Spiel um Platz 13 | Spiel um Platz 13 |
|  |                    |                    |            |    |                   |                   |
|  | Dänemark           | 46                 |            |    |                   |                   |
|  | Portugal           | 39                 |            |    |                   |                   |
|  | 46                 |                    |            |    |                   |                   |
|  |                    |                    | 51         |    |                   |                   |
|  | Dänemark           | 22                 |            |    |                   |                   |
|  |                    | Schweiz            | 54         |    |                   |                   |
|  |                    |                    |            |    |                   |                   |
|  | Spiel um Platz 15  |                    |            |    |                   |                   |
|  | 47                 | 47                 | Portugal   | 49 |                   |                   |
|  | Schweiz            | 68                 | Schottland | 42 |                   |                   |
|  | Schottland         | 19                 |            |    | 50                | 50                |

Platzierungsspiele
| Spiel | Team 1   | Team 2     | Ergebnis | 1. H. | 2. H. | Verl. |
| ----- | -------- | ---------- | -------- | ----- | ----- | ----- |
| 46    | Dänemark | Portugal   | 46:39    | 24:18 | 22:21 | –     |
| 47    | Schweiz  | Schottland | 68:19    | 39:14 | 29:05 | –     |

Spiel um Platz 15
| Spiel | Team 1   | Team 2     | Ergebnis | 1. H. | 2. H. | Verl. |
| ----- | -------- | ---------- | -------- | ----- | ----- | ----- |
| 50    | Portugal | Schottland | 49:42    | 27:24 | 22:18 | –     |

Spiel um Platz 13
| Spiel | Team 1   | Team 2  | Ergebnis | 1. H. | 2. H. | Verl. |
| ----- | -------- | ------- | -------- | ----- | ----- | ----- |
| 51    | Dänemark | Schweiz | 22:54    | 11:24 | 11:30 | –     |

### Platz 9 bis 12
Die jeweils ersten beiden einer Gruppe aus der Platzierungsrunde I spielten um EM-Platz 9. Gespielt wurde im K.-o.-System über Kreuz gegen einen Gegner aus der anderen Gruppe.

|  | Platzierungsspiele | Platzierungsspiele |                |    | Spiel um Platz 9 | Spiel um Platz 9 |
|  |                    |                    |                |    |                  |                  |
|  | Finnland           | 67                 |                |    |                  |                  |
|  | BR Deutschland     | 56                 |                |    |                  |                  |
|  | 48                 |                    |                |    |                  |                  |
|  |                    |                    | 53             |    |                  |                  |
|  | Finnland           | 57                 |                |    |                  |                  |
|  |                    | Niederlande        | 52             |    |                  |                  |
|  |                    |                    |                |    |                  |                  |
|  | Spiel um Platz 11  |                    |                |    |                  |                  |
|  | 49                 | 49                 | BR Deutschland | 49 |                  |                  |
|  | Österreich         | 28                 | Österreich     | 51 |                  |                  |
|  | Niederlande        | 44                 |                |    | 52               | 52               |

Platzierungsspiele
| Spiel | Team 1     | Team 2         | Ergebnis | 1. H. | 2. H. | Verl. |
| ----- | ---------- | -------------- | -------- | ----- | ----- | ----- |
| 48    | Finnland   | BR Deutschland | 67:56    | 31:27 | 36:29 | –     |
| 49    | Österreich | Niederlande    | 28:44    | 13:22 | 15:22 | –     |

Spiel um Platz 11
| Spiel | Team 1   | Team 2      | Ergebnis | 1. H. | 2. H. | Verl. |
| ----- | -------- | ----------- | -------- | ----- | ----- | ----- |
| 53    | Finnland | Niederlande | 57:52    | 27:25 | 30:27 | –     |

Spiel um Platz 9
| Spiel | Team 1         | Team 2     | Ergebnis | 1. H. | 2. H. | Verl. |
| ----- | -------------- | ---------- | -------- | ----- | ----- | ----- |
| 52    | BR Deutschland | Österreich | 49:51    | 24:27 | 25:24 | –     |

## Halbfinalrunde
Sämtliche Erst- und Zweitplatzierte der Vorrundengruppen spielten in zwei Gruppen um den Einzug in die Finalrunde, für deren Teilnahme jeweils Rang eins bzw. zwei notwendig war. Analog dazu bedeutete der dritte bzw. vierte Rang jeder Gruppe die Teilnahme an den Spielen um EM-Platz 5.

### Gruppe 1
| Spiel | Team 1     | Team 2    | Ergebnis | 1. H. | 2. H. | Verl. |
| ----- | ---------- | --------- | -------- | ----- | ----- | ----- |
| 1/ 1  | Frankreich | Belgien   | 53:49    | 26:34 | 27:15 | –     |
| 1/ 2  | Bulgarien  | Türkei    | 52:45    | 36:24 | 16:21 | –     |
| 1/ 3  | Belgien    | Bulgarien | 41:51    | 14:26 | 27:25 | –     |
| 1/ 4  | Frankreich | Türkei    | 40:42    | 17:22 | 23:20 | –     |
| 1/ 5  | Türkei     | Belgien   | 38:32    | 18:18 | 20:14 | –     |
| 1/ 6  | Frankreich | Bulgarien | 56:49    | 26:24 | 30:25 | –     |

| Platz | Team       | Spiele | Siege | Niederl. | Punkte | Körbe   | Diff | qualifiziert für       |
| ----- | ---------- | ------ | ----- | -------- | ------ | ------- | ---- | ---------------------- |
| 1     | Frankreich | 3      | 2     | 1        | 5      | 149:140 | +09  | Halbfinale             |
| 2     | Bulgarien  | 3      | 2     | 1        | 5      | 152:142 | +10  | Halbfinale             |
| 3     | Türkei     | 3      | 2     | 1        | 5      | 125:124 | +01  | Finalrunde Platz 5 - 8 |
| 4     | Belgien    | 3      | 0     | 3        | 3      | 122:142 | −20  | Finalrunde Platz 5 - 8 |

### Gruppe 2
| Spiel | Team 1           | Team 2           | Ergebnis | 1. H. | 2. H. | Verl. |
| ----- | ---------------- | ---------------- | -------- | ----- | ----- | ----- |
| 2/ 1  | Tschechoslowakei | UdSSR            | 37:53    | 26:25 | 11:28 | –     |
| 2/ 2  | Griechenland     | Italien          | 51:64    | 27:32 | 24:32 | –     |
| 2/ 3  | Italien          | Tschechoslowakei | 34:66    | 12:32 | 22:34 | –     |
| 2/ 4  | Griechenland     | UdSSR            | 42:62    | 32:35 | 10:27 | –     |
| 2/ 5  | UdSSR            | Italien          | 60:42    | 35:25 | 25:17 | –     |
| 2/ 6  | Griechenland     | Tschechoslowakei | 40:54    | 17:20 | 23:34 | –     |

| Platz | Team             | Spiele | Siege | Niederl. | Punkte | Körbe   | Diff | qualifiziert für       |
| ----- | ---------------- | ------ | ----- | -------- | ------ | ------- | ---- | ---------------------- |
| 1     | UdSSR            | 3      | 3     | 0        | 6      | 175:121 | +54  | Halbfinale             |
| 2     | Tschechoslowakei | 3      | 2     | 1        | 5      | 157:127 | +30  | Halbfinale             |
| 3     | Italien          | 3      | 1     | 2        | 4      | 140:177 | −37  | Finalrunde Platz 5 - 8 |
| 4     | Griechenland     | 3      | 0     | 3        | 3      | 133:180 | −47  | Finalrunde Platz 5 - 8 |

## Finalrunde

### Platz 5 bis 8
Die jeweils Dritt- und Viertplatzierten der beiden Halbfinal-Gruppen spielten um EM-Platz 5. Gespielt wurde im K.-o.-System über Kreuz gegen einen Gegner aus der anderen Gruppe.

|  | Kleines Halbfinale | Kleines Halbfinale |              |    | Spiel um Platz 5 | Spiel um Platz 5 |
|  |                    |                    |              |    |                  |                  |
|  | Italien            | 48                 |              |    |                  |                  |
|  | Belgien            | 36                 |              |    |                  |                  |
|  | 66                 |                    |              |    |                  |                  |
|  |                    |                    | 71           |    |                  |                  |
|  | Italien            | 43                 |              |    |                  |                  |
|  |                    | Türkei             | 38           |    |                  |                  |
|  |                    |                    |              |    |                  |                  |
|  | Spiel um Platz 7   |                    |              |    |                  |                  |
|  | 67                 | 67                 | Belgien      | 39 |                  |                  |
|  | Türkei             | 42                 | Griechenland | 28 |                  |                  |
|  | Griechenland       | 36                 |              |    | 70               | 70               |

Kleines Halbfinale
| Spiel | Team 1  | Team 2       | Ergebnis | 1. H. | 2. H. | Verl. |
| ----- | ------- | ------------ | -------- | ----- | ----- | ----- |
| 66    | Italien | Belgien      | 48:36    | 30:15 | 18:21 | –     |
| 67    | Türkei  | Griechenland | 42:36    | 20:18 | 22:18 | –     |

Spiel um Platz 7
| Spiel | Team 1  | Team 2       | Ergebnis | 1. H. | 2. H. | Verl. |
| ----- | ------- | ------------ | -------- | ----- | ----- | ----- |
| 70    | Belgien | Griechenland | 39:28    | 24:09 | 15:19 | –     |

Spiel um Platz 5
| Spiel | Team 1  | Team 2 | Ergebnis | 1. H. | 2. H. | Verl. |
| ----- | ------- | ------ | -------- | ----- | ----- | ----- |
| 71    | Italien | Türkei | 43:38    | 26:18 | 17:20 | –     |

### Platz 1 bis 4
Die jeweils Erst- und Zweitplatzierten der beiden Halbfinal-Gruppen spielten um den Europameistertitel. Gespielt wurde im K.-o.-System über Kreuz gegen einen Gegner aus der anderen Gruppe.

|  | Halbfinale          | Halbfinale |            |    | Finale | Finale |
|  |                     |            |            |    |        |        |
|  | Frankreich          | 50         |            |    |        |        |
|  | Tschechoslowakei    | 59         |            |    |        |        |
|  | 68                  |            |            |    |        |        |
|  |                     |            | 73         |    |        |        |
|  | Tschechoslowakei    | 44         |            |    |        |        |
|  |                     | UdSSR      | 45         |    |        |        |
|  |                     |            |            |    |        |        |
|  | Spiel um Platz drei |            |            |    |        |        |
|  | 69                  | 69         | Frankreich | 55 |        |        |
|  | UdSSR               | 72         | Bulgarien  | 52 |        |        |
|  | Bulgarien           | 54         |            |    | 72     | 72     |

Halbfinale
| Spiel | Team 1     | Team 2           | Ergebnis | 1. H. | 2. H. | Verl. |
| ----- | ---------- | ---------------- | -------- | ----- | ----- | ----- |
| 68    | Frankreich | Tschechoslowakei | 50:59    | 22:34 | 28:25 | –     |
| 69    | UdSSR      | Bulgarien        | 72:54    | 38:20 | 34:34 | –     |

Spiel um Platz 3
| Spiel | Team 1     | Team 2    | Ergebnis | 1. H. | 2. H. | Verl. |
| ----- | ---------- | --------- | -------- | ----- | ----- | ----- |
| 72    | Frankreich | Bulgarien | 55:52    | 26:26 | 29:26 | –     |

Finale
| Spiel | Team 1           | Team 2 | Ergebnis | 1. H. | 2. H. | Verl. |
| ----- | ---------------- | ------ | -------- | ----- | ----- | ----- |
| 73    | Tschechoslowakei | UdSSR  | 44:45    | 19:19 | 25:26 | –     |

## Endstand
| Rang | Team             | Siege : Niederl. | Korbverhältnis |
| ---- | ---------------- | ---------------- | -------------- |
| 1    | UdSSR            | 9 : 0            | 1,7976         |
| 2    | Tschechoslowakei | 5 : 3            | 1,4424         |
| 3    | Frankreich       | 6 : 3            | 1,2242         |
| 4    | Bulgarien        | 5 : 3            | 1,1947         |
| 5    | Italien          | 6 : 3            | 1,2115         |
| 6    | Türkei           | 6 : 3            | 1,2101         |
| 7    | Belgien          | 4 : 4            | 1,3545         |
| 8    | Griechenland     | 2 : 6            | 0,8736         |
| 9    | Finnland         | 7 : 2            | 1,2285         |
| 10   | Niederlande      | 6 : 3            | 1,1528         |
| 11   | Österreich       | 5 : 4            | 0,7823         |
| 12   | BR Deutschland   | 2 : 6            | 0,8762         |
| 13   | Schweiz          | 4 : 5            | 1,1151         |
| 14   | Dänemark         | 3 : 7            | 0,5434         |
| 15   | Portugal         | 3 : 5            | 0,7247         |
| 16   | Schottland       | 0 : 8            | 0,4174         |
| 17   | Luxemburg        | 0 : 5            | 0,5162         |
| 18   | Rumänien         | 0 : 3            | 0,0000         |